# Melissodes brevipyga
Melissodes brevipyga är en biart som beskrevs av Laberge 1961. Melissodes brevipyga ingår i släktet Melissodes och familjen långtungebin. Inga underarter finns listade i Catalogue of Life.